# Nicolas Changarnier
Nicolas Changarnier, francoski general, * 1793, † 1877.